# Роберт I Чудовий
Роберт I Чудовий (*Robert le Magnifique, 22 червня 1000  —3 липня 1035) — герцог Нормандії у 1027—1035 роках. Також розглядається як Роберт II, рахуючи графа Ролло як Роберта I. Мав інше прізвисько — «Диявол».

## Життєпис

### Молоді роки
Був молодшим сином Річарда II, герцога Нормандії, та Юдит, доньки Конона I, герцога Бретані. Замолоду виявив погану вдачу, постійно брав участь у збройних сутичках. У 1026 році після смерті батька розпочав інтриги проти брата Річарда III, незабаром відкрито повстав, але зазнав поразки у Фалезі. Проте Роберт приніс оммаж герцогу Нормандії, натомість отримав прощення.

### Герцог
Вступив на престол в 1027 році, після смерті свого старшого брата, Річарда III, якого він, можливо отруїв. Роберту I довелося вести боротьбу з повсталими васалами. Спочатку він атакував свого стрийка (дядька, батькового брата) Роберта, графа Ерве та архієпископа Руану. Останній вимушений був залишити Нормандію, наклавши на неї інтердикт. Погіршення стосунків з церквою послабило владу герцога. Тому він домовився з Робертом, повернувши тому графство Ерве та кафедру в Руані.
1030 року при підтримці Роберта II, короля Франції, він відновив графа фландрського Балдуїна IV, вигнаного власним сином Балдуїном V. У 1031 році надав допомогу французькому королю Генріху I в боротьбі з його матір'ю Констанцією, яка намагалася передати корону улюбленому сину Роберту. Військова підтримка Роберта Нормандського дозволила Генріху I у 1032 році відновити свою владу. Натомість герцог Нормандії отримав область Вексен.
У 1032—1033 роках виступив проти свого кузена Алена III, герцога Бретонського, висунувши претензії на область Ренна. Війна тривала з перемінним успіхом. За допомогою архієпископа Роберта Руанського було укладено мир, за яким Роберт I відмовився від Ренну, а Ален III визнав зверхність Нормандії. Деякий час надавав допомогу своїх родичам Едварду і Альфреду, що намагалися повернути батьківську корону Англії. Втім у 1034 році домовився проти з королем Канутом.
У 1034 році Роберт, вирушаючи у паломництво, проголосив Вільгельма спадкоємцем престолу (традиційне право вікінгів не давало законним дітям жодних переваг перед незаконними). При цьому опікунами було призначено Торолда, коннетабля герцогства, Жильберта, графа Е та Бріонна, Осберна де Байє, сенешаля герцогства, Алена III, герцогства Бретані. Крім того, коханку Герлеву видав заміж за свого васала — Герлуїна, віконта Контвіля, бажаючи влаштувати її майбутнє.
Роберт I здійснив прощу, пройшовши всю Францію, Італію, довгий час пробув у Римі і через Константинополь дійшов до Єрусалима. На зворотному шляху у 1035 році Роберт I помер в Нікеї.

## Родина
1. Коханка — Герлева, донька Фулберта, заможного містянина із Фалеза.
Діти:
- Вільгельм (1027/1028–1087) — герцог Нормандії, король Англії.

2. Коханка (N),
Діти:
- Аделаїда (1030—1090) — була дружиною: 1) Ангеррана II, графа Понтьє, 2) Ламберта II, графа Ланса, 3) Одо II, графа Шампані.

## Легенда
Французькі оповіді про герцога Роберта виникли в XI столітті. У XIII столітті на її сюжет невідомим французьким автором було написано віршований роман. Батько Роберта — Річард II — довгий час був бездітний.  Дружина герцога Юдит Бретонська молила небо про дарування їй спадкоємця, але її благання залишалися марними. Тоді, в розпачі, вона звернулася до пекельних сил і заприсяглася, якщо вони дарують їй сина, присвятити його дияволу. Незабаром герцогиня завагітніла. Коли підійшов час пологів, з'явилися грізні ознаки: сонце погасло на небі, і день став темніше ночі, ураганні вихори налетіли з усіх чотирьох сторін світу, потрясаючи стіни герцогського замку. Під гуркіт грому, в сяйві блискавок герцогиня народила сина. Немовля назвали Робертом. Він ріс надзвичайно швидко і дуже рано почав виявляти свій жорстокий і нестримний норов. Роберт був ще дитиною, але його вже називали не інакше як Дияволом.
Легенда говорить, що Роберт, вже як герцог, заколов мечем праведного старця, який мешкав в лісі у відокремленій хатині. Коли Роберт вкладав у піхви меч, на нього зійшло осяяння: йому стало ясно, що з самого народження він живе не по своїй волі, а підкоряючись якійсь невідомій силі. Бажаючи принести каяття в скоєних жорстокостях, Роберт здійснив прощу до святих місць.